# Кучеров, Илья Ильич
Кучеров Илья Ильич (8 сентября 1965, Саратов) – российский государственный деятель, занимавший руководящие должности в правоохранительных и контрольно-надзорных органах. Непосредственно участвовал в управлении этими органами в процессе реализации ими государственных функций по обеспечению национальной безопасности, представлял их в Российской Федерации и на международном уровне, принимал ключевые решения в части организации деятельности и законотворчества. Ученый-правовед, специалист по финансовому праву, заслуженный юрист Российской Федерации (2003),  доктор юридических наук, профессор. 
Первый заместитель директора Института законодательства и сравнительного правоведения при Правительстве Российской Федерации (ИЗиСП), главный редактор журнала «Финансовое право».

## Биография
Илья Кучеров родился в 1965 году в Саратове. После получения среднего общего образования с 1984 по 1986 году проходил срочную службу в рядах вооруженных сил СССР. В 1987 году Илья Кучеров был принят на службу в органы внутренних дел в должности милиционера.
В 1991 году заканчивает обучение на вечернем факультете в Саратовском юридическом институте им Д.И. Курского по специальности «правоведение». В 1995 г. по окончании обучения в очной адъюнктуре при научно-исследовательской лаборатории проблем уголовно-процессуальной деятельности ВНИИ МВД России защитил диссертацию на соискание ученой степени кандидата юридических наук по теме: «Расследование налоговых преступлений»  .
Начало карьерного пути Ильи Кучерова в научной сфере было положено в Академии налоговой полиции, созданной в ФСНП России, где в период с 1996 по 2001 год он прошел путь от преподавателя до начальника кафедры финансового права, валютного и таможенного регулирования . Там же в 2001 году ему было присвоено ученое звание — профессор.
В 1999 году, работая в Академии налоговой полиции, Илья Кучеров защитил диссертацию по теме «Налоговая преступность: криминологические и уголовно-правовые проблемы» и получил степень доктора юридических наук  .
Научная деятельность сопровождала его службу в правоохранительных органах, работал в должности заместителя начальника Главного следственного управления, начальника Правового управления ФСНП (2001 - 2003 гг.) .
В 2003 году вновь продолжил службу в органах внутренних дел МВД России в должностях заместителя начальника Главного правового управления МВД России .
В 2001 г. – присвоено звание профессора по кафедре финансового права, валютного и таможенного регулирования.
В 2003 г. – присвоено почетное звание «Заслуженный юрист Российской Федерации».
2001 г. – консультант Департамента по связям с Федеральным Собранием и общественными организациями Аппарата Правительства Российской Федерации.
2001-2003 гг. – заместитель начальника Главного следственного управления, начальник Правового управления Федеральной службы налоговой полиции.
2003-2008 гг. – заместитель начальника Правового департамента МВД России.
В 2008—2016 годах был назначен на должность начальника Правового управления, заместителя руководителя Росфиннадзора.
В 2004—2016 годах занимал должность главного научного сотрудника отдела бюджетного и налогового законодательства ИЗиСП.
С 2016 года, покинув гражданскую службу, Илья Кучеров осуществлял полномочия в должности заместителя директора ИЗиСП.
В 2020 году назначен на должность 1-го заместителя директора ИЗиСП.
С 2013 года и по настоящее время Илья Кучеров является председателем диссертационного совета ИЗиСП Д503.001.04 (специальности 12.00.04 и 12.00.13) , а также руководителем научно-экспертного совета Союза Палаты налоговых консультантов.
Имеет специальное звание и классный чин государственной гражданской службы Российской Федерации — генерал-майор милиции, действительный государственный советник Российской Федерации 3 класса .

## Научная и преподавательская деятельность
Кучеров И. И. является автором более 150 научных трудов. В сферу научных интересов И.И. Кучерова входит исследование вопросов в сфере финансового, валютного, налогового, бюджетного права, права денежного обращения, а также проблем, связанных с контролирующей и правоохранительной деятельностью органов  государственной власти  по борьбе с преступностью в области экономики.
Осуществлял преподавательскую деятельность в Академии налоговой полиции ФСНП России, Финансовом университете при Правительстве Российской Федерации, Институте законодательства и сравнительного правоведения при Правительстве Российской Федерации.

## Основные работы
- Налоговая преступность. М.: «Инфра - М - Норма», 1997. - 784 с.
- Налоги и криминал (историко-правовой анализ): Монография. -  М.: «Первая образцовая тип», 2000. - 351 с.
- Бюджетное право России: Курс лекций. - М.: АО «Центр ЮрИн-фоР», 2002. -  315 с.
- Налоговое право зарубежных стран: Курс лекций. -  М.: АО «Центр ЮрИнфоР», 2003. - 384 с.
- Международное налоговое право : учебник для вузов / И. И. Кучеров. - М : «ЮрИнфоР», 2007. - 452 с.
- Теория налогов и сборов (Правовые аспекты): Монография. -  М.: ЗАО «ЮрИнфоР», 2009. -  473 с.
- Налоговые преступления (теория и практика расследования): Монография. -  М.: ООО «ЮрИнфоР-Пресс», 2010. - 284 с.
- Валютное право России (Академический курс лекций). М.: «Юстицинформ», 2011. -  230 с.
- Деньги, денежные обязанности и денежные взыскания: Монография. -  М.: АО «Центр ЮрИнфоР», 2012. -  188 с.
- Право денежного обращения: курс лекций. М.: Магистр: «Инфра-М», 2013. - 252 с.
- Институты финансовой безопасности: Монография. -  М. : «Инфра-М»: Институт законодательства и сравнительного правоведения при Правительстве Российской Федерации, 2017. -  246 с.
- Валютно - правовое регулирование в Российской Федерации: эволюция и современное состояние: Монография.  -  М.: Институт законодательства и сравнительного правоведения при Правительстве РФ: «Инфра-М», 2013. - 233 с.
- Законные платежные средства: теоретико-правовое исследование. Монография. -  М.: Институт законодательства и сравнительного правоведения при Правительстве РФ, 2016. - 390 с.
- Криптовалюта (идеи правовой идентификации и легитимации альтернативных платежных средств): Монография. - М.: АО «Центр ЮрИнфоР», 2018. -  204 с.
- Правовые средства обеспечения финансовой безопасности. -  М.: Издательский Дом «Инфра-М», 2019. -  240 с.
- Риски финансовой безопасности: правовой формат. -  М.: Издательский Дом «Инфра-М», 2019. - 304 с.

## Награды и благодарности
- Почетное звание «Заслуженный юрист Российской Федерации» (Указ Президента Российской Федерации № 333 от 17.03.2003)
- Медаль "За доблесть в службе" (2006)

- Благодарность Совета по аудиторской деятельности и Министерства финансов Российской Федерации (2016)
- Медаль ордена «За заслуги перед Отечеством» (3 апреля 2023) - за большой вклад в развитие юридической науки и совершенствование российского законодательства[13]